# مارسيلو رباطات
مارسيلو رباطات (بالبرتغالية: Marcelo Labarthe‏) (12 أغسطس 1984 في بورتو أليغري في البرازيل – )؛ هو لاعب كرة قدم سابق كان يلعب كلاعب وسط.

## وصلات خارجية
- مارسيلو رباطات على موقع قاعدة بيانات كرة القدم.إي يو (الإنجليزية)
- مارسيلو رباطات على موقع Soccerway.com (الإنجليزية)
- مارسيلو رباطات على موقع عالم كرة القدم.نت (الإنجليزية)